# جان ام. استال
جان مالکوم استال (انگلیسی: John Malcolm Stahl؛ ۲۱ ژانویهٔ ۱۸۸۶ – ۱۲ ژانویهٔ ۱۹۵۰) یک کارگردان فیلم، و تهیه‌کننده اهل ایالات متحده آمریکا بود.

## بخشی از فیلمشناسی
- بهشت مجردها (۱۹۲۸)
- بذر (۱۹۳۱)
- به خدا واگذارش کن (۱۹۴۵)
- تقلید زندگی (۱۹۳۴)
- کلیدهای پادشاهی (۱۹۴۴)
- وسوسه باشکوه (۱۹۳۵)